# Neotridactylus achavali
Neotridactylus achavali is een rechtvleugelig insect uit de familie Tridactylidae. De wetenschappelijke naam van deze soort is voor het eerst geldig gepubliceerd in 1972 door Klaus Günther.